# Tranvia Como-Erba-Lecco
La tranvia Como-Erba-Lecco era una linea tranviaria interurbana a trazione elettrica, che inizialmente collegava la città di Como al popoloso borgo di Erba, prolungata fino alla città di Lecco nel 1928. L'intera relazione fu soppressa nel 1955.

## Storia

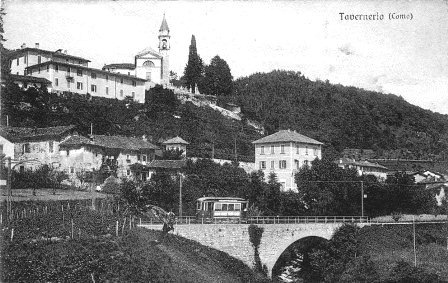
Tavernerio, tram

Il 17 ottobre 1907 la Società Anonima Trams Elettrici Comensi (SATEC), che a partire dal 1906 aveva assunto l'esercizio della rete tranviaria di Como, fu incaricata di realizzare una rete di linee extraurbane per collegare il capoluogo con i principali centri limitrofi, fra le quali una relazione Como-Erba che raggiungesse il popoloso centro abitato di Erba, lasciato in disparte dalla ferrovia Como-Lecco corrente alcuni chilometri più a sud, secondo il progetto elaborato già nel 1900 dagli ingegneri Ciceri e Giulio Rusconi-Clerici.
Il 16 febbraio 1908 la Società Elettrica Comense Alessandro Volta (SECAV), che assieme alla società di Navigazione Lariana aveva fondato la SATEC, incorporò quest'ultima mantenendo il proprio nome e acquisendo direttamente come SECAV l'esercizio tranviario; quale direttore fu confermato l'ingegner Giuseppe Pagani, progettista fra l'altro della linea in questione.
L'aumento di capitale appositamente sottoscritto consentì di avviare i lavori di costruzione della stessa, che si distaccava dalla rete urbana al capolinea di Borgo San Martino. L'inaugurazione ufficiale avvenne l'8 maggio 1912, con apertura all'esercizio il successivo 11 maggio.
Fin dall'attivazione della linea era stato considerato il prolungamento fino a Lecco il quale, a causa di difficoltà economiche della società esercente, poté essere costruito solo dopo la prima guerra mondiale: la relativa convenzione fu firmata il 20 maggio 1926 e approvata il successivo 27 con Regio decreto n. 1255.

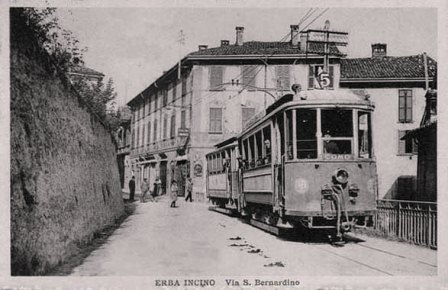
Erba, via San bernardino

Dopo l'inaugurazione, avvenuta il 16 maggio 1927, l'apertura della nuova tratta avvenne il 1º gennaio 1928. A Lecco la linea interurbana si inseriva per un breve tratto sui binari della tranvia urbana attivata l'anno precedente.
Contemporaneamente all'attivazione del prolungamento, la tensione di elettrificazione fu elevata dai 550 V originari, comuni al resto della rete urbana e interurbana, a 1200 V, migliorando la regolarità dell'esercizio.
Dopo la seconda guerra mondiale, l'obsolescenza degli impianti tranviari e un clima politico non favorevole agli investimenti nei sistemi su rotaia portò la STECAV a sostituire gradualmente le tranvie con nuove linee filoviarie e automobilistiche, considerate più confortevoli e di più economica gestione: il 1º luglio 1955 la tratta Erba-Lecco cessò l'esercizio, sostituita da un'autolinea, e il successivo 5 settembre seguì la tratta Como-Erba.

## Caratteristiche
| Unknown route-map component "uexKBHFa" |

| Unknown route-map component "uexBHF" |

| Unknown route-map component "uexHST" |

| Unknown route-map component "uexHST" |

| Unknown route-map component "uexHST" |

| Unknown route-map component "uexHST" |

| Unknown route-map component "uexHST" |

| Unknown route-map component "uexBHF" |

| Unknown route-map component "uexHST" |

| Unknown route-map component "uexHST" |

| Unknown route-map component "uexBHF" |

|  | Unknown route-map component "CONTgq" | Unknown route-map component "uxmKRZo" | Station on transverse track | Unknown route-map component "CONTfq" |

| Unknown route-map component "uexWBRÜCKE1" |

| Unknown route-map component "uexHST" |

| Unknown route-map component "uexHST" |

| Unknown route-map component "uexHST" |

| Unknown route-map component "uexHST" |

| Unknown route-map component "uexHST" |

| Unknown route-map component "uexHST" |

| Unknown route-map component "uexHST" |

| Unknown route-map component "CONTgq" | Unknown route-map component "STR+r" | Unused straight waterway |  |  |

| Stop on track | Unused straight waterway |  |

| Station on track | Unknown route-map component "uexHST" |  |

| Straight track | Unknown route-map component "uexHST" |  |

| Unknown route-map component "hKRZWae" | Unknown route-map component "uexhKRZWae" |  |

| Straight track | Unknown route-map component "uexBHF" |  |

| Unknown route-map component "CONTgq" | Unknown route-map component "ABZg+r" | Unused straight waterway |  |  |

| Station on track | Unknown route-map component "uexKBHFe" |  |

| Continuation forward |

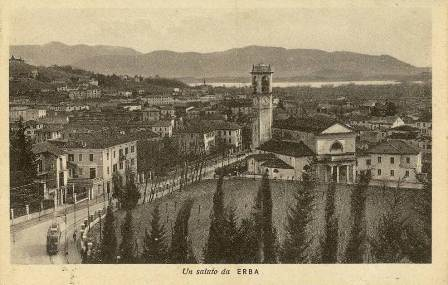
Erba, panorama

La Como-Erba-Lecco era una linea a binario singolo, a scartamento metrico come il resto della rete urbana ed interurbana. Era armata con rotaie da 23 kg/m, eccetto un breve tratto di 1,1 km armato con rotaie Phoenix da 35,2 kg/m.
La tratta Como-Erba aveva una lunghezza di 11,865 km, cui si aggiungevano i 1,780 km percorsi sulla rete urbana (dal capolinea di piazza Cavour alla località di Borgo San Martino); il prolungamento Erba-Lecco aveva una lunghezza di 17,072 km. La pendenza massima era del 78‰ e il raggio minimo delle curve di 20 m.
Il servizio era espletato da treni composti da un'elettromotrice e da una rimorchiata. La velocità massima ammessa era di 25 km/h.

### Percorso
In accordo con l'articolo 17 della convenzione stipulata dalla STECAV, dal bivio di San Martino il binario impegnava la strada comunale detta della Rienza fino a superare Camnago Volta, lungo la viabilità poi denominata strada provinciale 37; con un tratto in sede propria erano dunque serviti gli abitati di Solzago e Tavernerio.

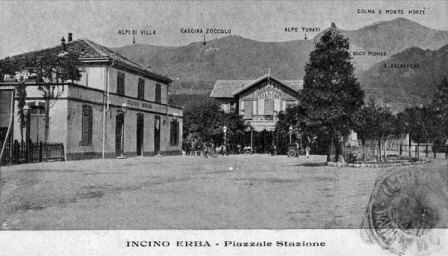
Cartolina d'epoca raffigurante le due stazioni di Erba

A partire da quest'ultimo veniva seguita la strada provinciale per Lecco servendo Albese, Albavilla (già Vill'Albese, come tale località era indicata nei primi orari della linea), Pomerio e Buccinigo; la tratta inaugurata nel 1912 giungeva infine davanti alla stazione di Incino-Erba, la primitiva stazione cittadina che sorgeva a ovest di quella moderna nell'area poi trasformata in corso XXV Aprile.
Superato il fiume Lambro la tranvia seguiva la viabilità provinciale servendo, nell'ordine, le località di Penzano e Pusiano, poste lungo il lago di Pusiano, Cesana Brianza, Bosisio Parini, Suello e Civate raggiungendo la ferrovia Milano-Lecco, che veniva affiancata fino a Malgrate. Superato l'Adda mediante il ponte Azzone Visconti si raggiungeva infine la città di Lecco servita dalla centrale fermata di piazza Manzoni e dal capolinea terminale posto in prossimità della stazione ferroviaria.

## Materiale rotabile
Il materiale impiegato sulla linea era comune rispetto alla rete STECAV; contraddistinto inizialmente da una livrea bianco avorio con filettature dorate, a seguito della riforma del codice della strada attuata fra il 1927 e il 1928 i tram assunsero la livrea standard in due toni di verde.
Nel dettaglio, le prime motrici utilizzate furono quelle delle forniture 1906-1913 e 1920-1922, realizzate dalla MAN con equipaggiamenti elettrici Siemens-Schuckert, lunghe 8 metri. Ad esse, in occasione del prolungamento su Lecco, si aggiunsero nel 1927 dieci unità fornite dal TIBB numerate 71-80, in seguito modificate nel rodiggio con la collaborazione della UITE (Unione Italiana Tramways Elettrici) di Genova.